# Бежишко врело
43° 07′ 13″ С; 22° 20′ 03″ И / 43.120333° С; 22.334111° И
Бежишко врело је највећи крашки извор у Лужничкој котлини, улегнућу у земљиној кори и специфичном геопростору на југоистоку Србије, у тектонском рову композитне долине-потолине средњег Понишавља. Административно врело припада општини Бела Паланка у Пиротском управном округу

## Географске одлике
Воде Бежишког врела извире у истоименом селу Бежиште , на западном ободу Бежишког ерозионог басена на висини од око 550 m, замаскирано сипарским материјалом и околним грађевинама. Вода избија из пукотина и између кречњачких блокова, али и из песковитог наноса на дну долине. 
Воде са Бежишког врела потичу од подземног тока са Суве планине, након што системом подземних пукотина атмосферска вода понире и спушта се до вододржљивих стена које дубоко у подини, својим нагибом оријентишу воду ка планинској подгорини, односно ободу Лужничке котлине. Вода првобитно извире испод Трештен врха (1.469 m) на северозападном ободу увале Ракош чесме (1.320 m). Непосредно испод изворишта, након претходног разливања у бетонским појилима, вода са Ракош чесме понире губећи се у растреситом материјалу и између блокова. Након подземног тока од око 5 km (ваздушном линијом), понорница избија на Бежишком врелу испод скрашћене долине Буковице.
Количина воде која избија на Бежишком врелу вишеструко је увећана од оне која понире у ували Ракош чесме, што значи да је оно храњено и другим подземним самородним токовима. Бојењем воде доказао је да се воде које пониру у валози Ракош чесме појављују у Бежишком врелу, као и да исте не избијају на Дивљанска врела. Овим истраживањима разграничено подручје сабирне области између Бежишког и Дивљанског врела. 